# Alte Nazarethkirche
L’Alte Nazarethkirche (letteralmente: «vecchia chiesa di Nazareth», in contrapposizione alla limitrofa Neue Nazarethkirche o «nuova chiesa di Nazareth») è una chiesa di Berlino, sita nel quartiere del Wedding, al centro del Leopoldplatz.
Rappresenta una delle quattro cosiddette «chiese suburbane berlinesi» progettate secondo uno schema comune dall'architetto Karl Friedrich Schinkel nei nuovi quartieri popolari della periferia settentrionale; in considerazione della sua importanza storica e architettonica, è posta sotto tutela monumentale (Denkmalschutz).